# The Pinkprint
The Pinkprint is het derde studioalbum van de Amerikaanse rapper Nicki Minaj. Het album is uitgebracht op 15 december 2014 onder Cash Money Records, Young Money Entertainment en Republic Records. Op het album komen gastoptredens voor van: Ariana Grande, Beyoncé, Drake, Lil Wayne, Chris Brown, Jeremih, Meek Mill, Lunchmoney Lewis en Skylar Grey.

## Tracklist
| 1.                 | All Things Go                          | 4:53 |
| 2.                 | I Lied                                 | 5:04 |
| 3.                 | The Crying Game                        | 4:25 |
| 4.                 | Get on Your Knees (met Ariana Grande)  | 3:36 |
| 5.                 | Feeling Myself (met Beyoncé)           | 3:57 |
| 6.                 | Only (met Drake en Lil Wayne)          | 5:12 |
| 7.                 | Want Some More                         | 3:49 |
| 8.                 | Four Door Aventador                    | 3:02 |
| 9.                 | Favorite (met Jeremih)                 | 4:02 |
| 10.                | Buy a Heart (met Meek Mill)            | 4:15 |
| 11.                | Trini Dem Girls (met Lunchmoney Lewis) | 3:14 |
| 12.                | Anaconda                               | 4:20 |
| 13.                | The Night Is Still Young               | 3:47 |
| 14.                | Pills n Potions                        | 4:27 |
| 15.                | Bed of Lies (met Skylar Grey)          | 4:29 |
| 16.                | Grand Piano                            | 4:19 |
| Totale duur: 64:11 |                                        |      |

| 17.                | Big Daddy (met Meek Mill) | 3:19 |
| 18.                | Shanghai                  | 3:39 |
| 19.                | Win Again                 | 4:10 |
| Totale duur: 75:19 |                           |      |

| 20.                | Truffle Butter (met Drake en Lil Wayne) | 3:39 |
| Totale duur: 78:58 |                                         |      |

| 20.                | Mona Lisa         | 3:28 |
| 21.                | Put You in a Room | 2:59 |
| Totale duur: 81:06 |                   |      |

| 20.                | Wamables | 3:12 |
| Totale duur: 78:31 |          |      |